# 倉藤倖
倉藤 倖（くらふじ さち、6月27日 - ）は、日本の漫画家・イラストレーター。栃木県出身、A型。
2004年より、少女向け雑誌に執筆。2005年に「グリーン・ウィザーズ」で第3回電撃コミックグランプリオリジナル部門グランプリを受賞したことを機に、執筆の場を移す。
同人サークル「dasenka」を主宰し、同人誌も発行していた。
2009年体調不良を理由に長期にわたる休載が始まり、再開することなく「桜花絢爛生徒会」も打ち切りとなる。

## 作品リスト
漫画
- 桜花絢爛生徒会〜Little God bless you!〜（『月刊コミックアライブ』連載）
- わたしたちの田村くん（『月刊電撃コミックガオ!』連載、原作：竹宮ゆゆこ）
- 虐殺魔法少女ベリアル☆ストロベリー（『月刊コミックブレイド』連載、原作：日日日）
- 愛の夢（『月刊電撃コミックガオ!』2006年4月号掲載読み切り）
- グリーン・ウィザーズ（『月刊コミック電撃大王』掲載読み切り）

イラスト
- 暴風ガールズファイト（著：佐々原史緒、ファミ通文庫）
- フルはれ! 〜星にねがいを〜（『マジキュー』連載、画：連と合作、文：長船玄武）

## 既刊リスト
- わたしたちの田村くん（1）ISBN 4840237034
- わたしたちの田村くん（2）ISBN 4840239274
- わたしたちの田村くん（3）ISBN 4840241783
- わたしたちの田村くん（4）ISBN 4048671529
- 虐殺魔法少女ベリアル☆ストロベリー（1）ISBN 4861274672
- 虐殺魔法少女ベリアル☆ストロベリー（2）ISBN 4861275156
- 桜花絢爛生徒会〜Little God bless you!〜（1）　ISBN 484012535X